# Sân bay quốc tế Sulaimaniyah

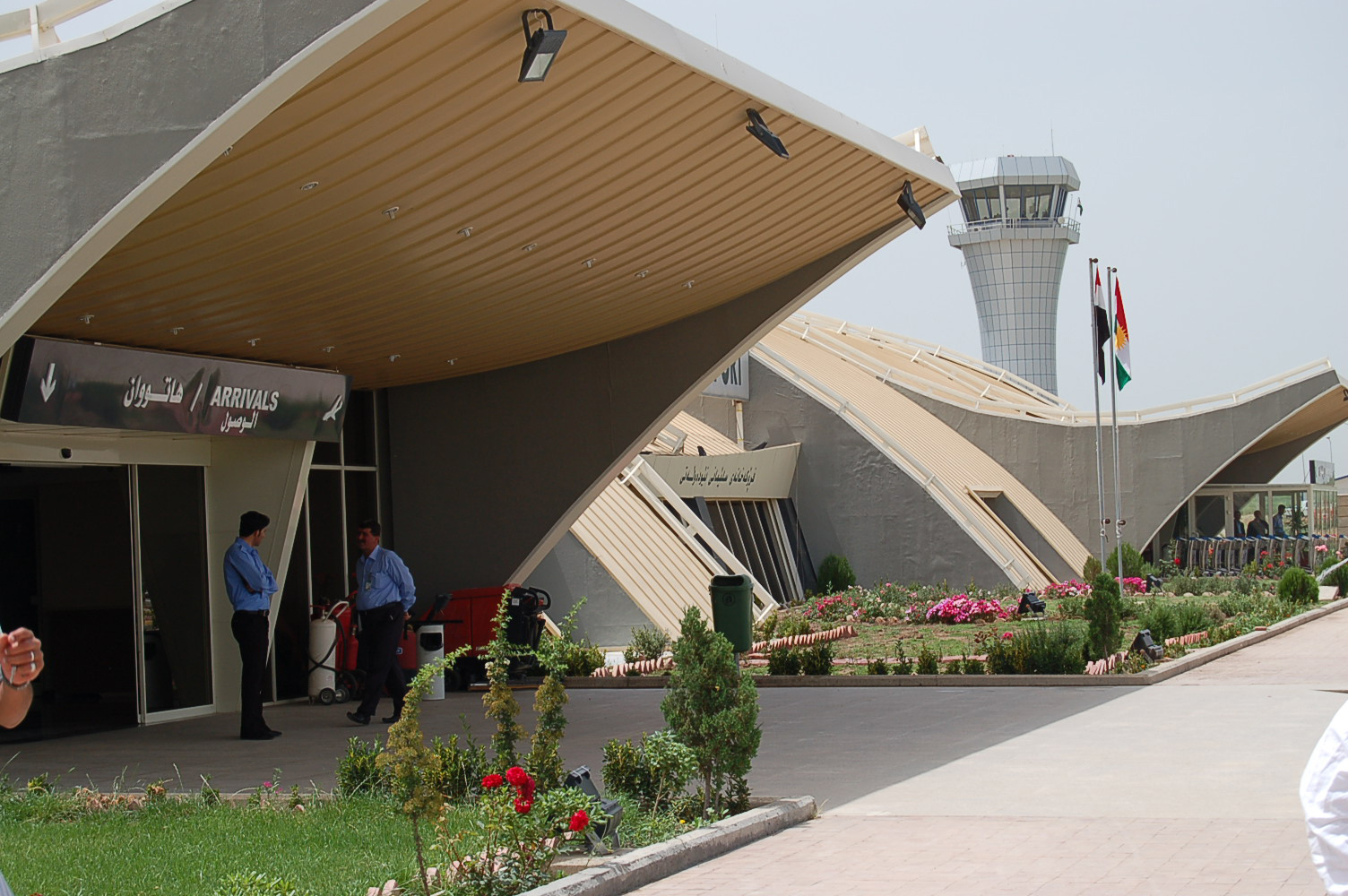
Sân bay quốc tế Sulayamaniyah ở Sulaymaniyah, người Kurd ở Iraq

Sân bay quốc tế Sulaimaniyah (IATA: SUL, ICAO: ORSU) là một sân bay nằm ngoài thành phố, cách thành phố Sulaimaniyah 15 km, ở vùng Kurdistan của Iraq. Sân bay này có các trang thiết bị cho cả vận tải hành khách và hàng hóa. Sân bay quốc tế Sulaimaniyah có ba ga hàng không cho đi, đến và nhà ga VIP. Việc xây dựng sân bay bắt đầu tháng 11 năm 2003 và khánh thành tháng 7 năm 2005.

## Các hãng hàng không và các điểm đến
- Azmar Airlines (Dubai, Istanbul-Atatürk)
- Eastok Avia (Istanbul-Atatürk)
- Hamburg International (Frankfurt, Munich)
- Iraqi Airways (Erbil, Baghdad, Basra, Damascus, Beirut, Amman, Cairo)
- Mesopotamia Air (Vienna, Stockholm-Arlanda, Amsterdam, London, Frankfurt)
- Royal Jordanian (Amman)